# Delimitacja
Delimitacja (z łac. limes dpn. limitis „granica”) – pojęcie z zakresu prawa międzynarodowego oznaczające ustalenie przebiegu granicy państwowej. Zazwyczaj podstawą jej przeprowadzenia jest odpowiednia umowa międzynarodowa. Postanowienia o delimitacji najczęściej spotkać można w traktatach pokoju oraz umowach o cesji terytorium.
Delimitacja obejmuje:
- sporządzenie opisu danej granicy
- naniesienie przebiegu danej granicy na mapę o stosunkowo niewielkiej skali np. 1:500 000

Dokumenty delimitacyjne stanowią podstawę do późniejszego przeprowadzenia demarkacji. Delimitacja powinna obejmować cały przebieg granicy, w tym również granicy morskiej, bez pozostawienia fragmentów o nieokreślonym przebiegu oraz dokładnie określać znaczenie stosowanych terminów czy nazw geograficznych.